# Йохан II фон Цигенхайн
Йохан II фон Цигенхайн (на немски: Johann II von Ziegenhain, der Starke“; † 14 февруари 1450) от графската фамилия Цигенхайн, е от 1401 г. до смъртта си през 1450 г. последният граф на Цигенхайн и Нида.

## Биография
Той е вторият син на граф Готфрид VIII († 1394), граф на Цигенхайн и Нида, и съпругата му Агнес фон Брауншвайг-Гьотинген († 1416), дъщеря на херцог Ернст I фон Брауншвайг-Гьотинген и Елизабет фон Хесен. Брат е на Енгелберт III († 1401), граф на Цигенхайн и Нида, Готфрид IX († 1425), съ-граф на Цигенхайн и Нида, Ото († 1430), архиепископ на Трир (1419 – 1430), Елизабет фон Цигенхайн († 1431), омъжена през 1388 г. за Улрих V фон Ханау († 1416), и на Агнес фон Цигенхайн (* ok. 1370), омъжена за граф Адолф III фон Валдек-Ландау (1367 – 1431).
Йохан II е от 1393 до 1406 г. каноник в Трир и 1403 г. в Майнц. През 1394 г. той следва във Виена, а през 1396 г. в Хайделберг. След ранната смърт на брат му Енгелберт III († 1401) той става граф на Цигенхайн и Нида. Той става имперски граф.
Йохан II се жени на 5 януари 1417 г. за Елизабет фон Валдек († 1460/1464), дъщеря на граф Хайнрих IV (VII) фон Валдек-Ландау и втората му съпруга Маргарета фон Насау-Висбаден-Идщайн, сестра на граф Адолф II фон Насау-Висбаден-Идщайн, дъщеря на граф Валрам фон Насау-Висбаден-Идщайн и Берта фон Вестербург. Бракът е бездетен.
Йохан II умира през 1450 г. без мъжки наследници, което води до тежки конфликти между възможните му наследници, ландграф Лудвиг I фон Хесен и род Хоенлое, понеже Елизабет фон Ханау († 1475), дъщерята на Елизабет фон Цигенхайн, е омъжена през 1413 г. за граф Албрехт I фон Хоенлое-Вайкерсхайм.